# Spy vs. Spy (stripreeks)

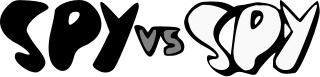

Spy vs. Spy is een Amerikaanse stripreeks, getekend door Antonio Prohías, die exclusief in Mad Magazine gepubliceerd wordt.

## Concept
Spy vs. Spy is een gagstrip zonder woorden die in 1961 debuteerde. De reeks draait rond twee spionnen die exact op elkaar lijken, op de kleur van hun kostuums na. Een van hen is altijd in het wit gekleed, de ander in zwart. De running gag van de reeks is dat ze elkaar voortdurend proberen te elimineren, op een ongeloofwaardig ingewikkelde manier. Meestal wint slechts een van hen, maar er zijn ook gags waarbij ze beiden het onderspit delven.
De serie werd bedacht door de Cubaanse striptekenaar Antonio Prohías, die in 1960 het Cubaanse regime van Fidel Castro ontvluchtte. Prohías tekende de serie van 1961 tot 1987. Hij ondertekende met de tekst BY PROHIAS in Morsecode. Sindsdien werd Spy vs. Spy voortgezet door achtereenvolgens Duck Edwing, Bob Clarke, George Woodbridge, Dave Manak en Peter Kuper.